# Lijst van staten in het Heilige Roomse Rijk (N)
Dit is een lijst van staten in het Heilige Roomse Rijk die beginnen met de letter N.
| Naam               | Type                               | Kreits             | Bank | Gevormd       | Noten |
| ------------------ | ---------------------------------- | ------------------ | ---- | ------------- | --- |
| Neder-Lotharingen  | hertogdom                          |                    |      | (957) 977     | 957: afgescheiden van het hertogdom Lotharingen 1190: hertogdom Neder-Lotharingen wordt opgeheven                                      |
| Neder-Zwaben       | rijkslandvoogdij                   |                    |      | 1268          | 1268: afgescheiden van het Hertogdom Zwaben 1378: Samengevoegd met Rijkslandvoogdij Opper-Zwaben tot rijkslandvoogdij Zwaben           |
| Neuchâtel          | graafschap heerlijkheid vorstendom |                    |      | Ca. 1200-1848 | 1218:heerlijkheid 1296:graafschap 1618:vorstendom 1848:aangesloten bij République et Canton de Neuchâtel.                              |
| Nieuwenaar         | graafschap                         | Keur-Rijnse Kreits |      | 1213-1545     | 1545:aangesloten bij hertogdom Gulik                                                                                                   |
| Neu-Katzenelnbogen | graafschap                         |                    |      | 1244 - 1403   | 1244: afgescheiden van graafschap Katzenelnbogen 1403: Neu-Katzenelnbogen en Alt-Katzenelnbogen herenigd tot graafschap Katzenelnbogen |
| Neu-Eberstein      | graafschap                         |                    |      | ?             | 1283: verwerft Alt-Eberstein |

A · B · C · D · E · F · G · H · I · J · K · L · M · N · O · P · Q · R · S · T · U · V · W · Z

vrije keizerlijke steden · keizerlijke abdijen